# Thomas Hellmuth

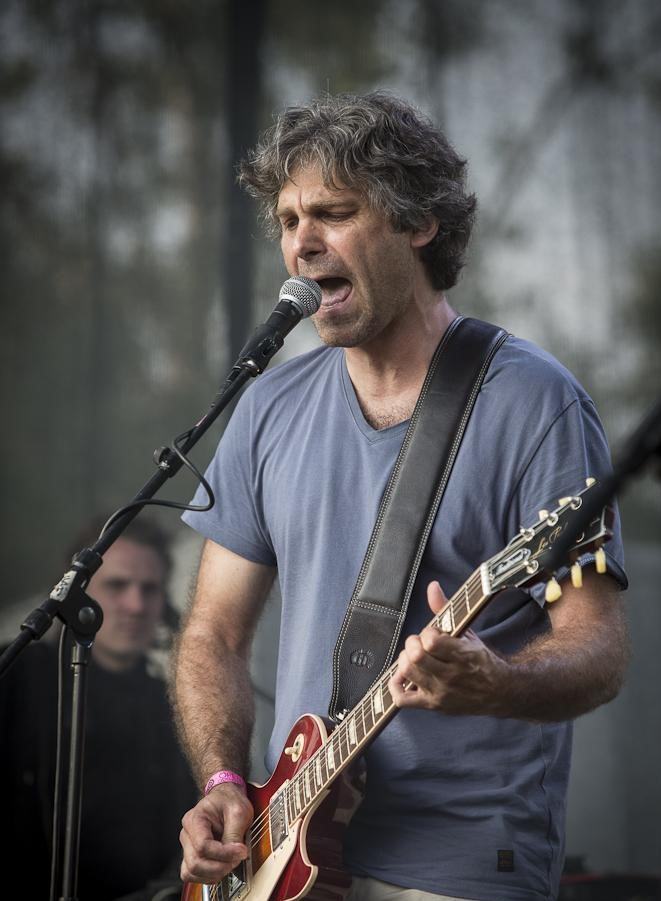
Vortrag „Lebendige Musikgeschichte“: Thomas Hellmuth auf dem Open Air Ottensheim, Österreich (2013)

Thomas Hellmuth (* 19. November 1965 in Gmunden) ist ein österreichischer Historiker, Geschichts- und Politikdidaktiker.

## Leben
Von 1985 bis 1991 studierte Hellmuth Geschichte, Sozialkunde und Deutsche Philologie an der Universität Salzburg (1991 Sponsion). Das Doktoratsstudium (1991–1996) der Geschichte schloss er mit der Promotion 1997 ab. Von 1997 bis 2009 lehrte er an Allgemeinbildenden Höheren Schulen. Zudem arbeitete er von 2000 bis 2011 – zum Teil neben seiner Tätigkeit als Gymnasiallehrer – als Assistent und Senior Scientist am Institut für Neuere Geschichte und Zeitgeschichte der Universität Linz, wo er 2009 das Masterstudium „Politische Bildung“ initiierte. 2011 wechselte Hellmuth an die Universität Salzburg auf eine Tenure-Track-Stelle (Assistenzprofessur), habilitierte sich 2013 im Bereich der Didaktik der Geschichte und Politischen Bildung und erhielt eine assoziierte Professur. Seit 2016 hat er die Professur für Didaktik der Geschichte am Institut für Geschichte und am Zentrum für Lehrer*innenbildung der Universität Wien inne.
Seine Forschungsschwerpunkte sind Theorien und Methoden der Didaktik der Geschichte und Politischen Bildung (insbesondere subjektorientierte Geschichts- und Politikdidaktik, konzeptuelles Lernen, Neue Kritische Geschichtsdidaktik), historisch-politisches Lernen, Geschichtskultur und Identitäten, Kultur- und Identitätsgeschichte (u. a. Frankreich und Austrofaschismus), Lokal- und Regionalgeschichte (u. a. Salzkammergut) sowie Geschichte der Pädagogik und Bildung.

## Schriften (Auswahl)
- mit Ewald Hiebl (Hg.): Kulturgeschichte des Salzes. 18. bis 20. Jahrhundert. Wien – München 2001, ISBN 3-7028-0369-6.
- Zeitgemäß. Kolping Linz im gesellschaftlichen Wandel. 1852–2002, Linz 2002.
- mit Gabriella Hauch und Paul Pasteur (Hg.): Populismus. Ideologie und Praxis in Frankreich und Österreich. Wien – München – Bozen 2002, ISBN 3-7065-1684-5.
- mit Cornelia Klepp: Politische Bildung. Geschichte – Modelle – Praxisbeispiele. Wien – Köln – Weimar 2010, ISBN 978-3-8252-3222-1.
- Historisch‐politische Sinnbildung. Geschichte – Geschichtsdidaktik – Politische Bildung. Schwalbach am Taunus 2014, ISBN 978-3-7344-0018-6.
- mit Patricia Hladschik (Hg.): Inhalte, Methoden und Medien in der Politischen Bildung. Frankfurt a. M. 2014, ISBN 978-3-7344-1478-7.
- mit Christian Dirninger und Anton Thuswaldner: Salzkammergut schauen. Ein Blick ins Ungewisse. Wien – Köln – Weimar 2015, ISBN 978-3-205-79643-5.
- mit Heinrich Ammerer und Christoph Kühberger (Hg.): Subjektorientierte Geschichtsdidaktik. Schwalbach/Ts. 2015, ISBN 978-3-7344-0152-7.
- (Hrsg.): Politische Bildung im Fächerverbund. Schwalbach/Ts. 2016, ISBN 978-3-7344-0461-0.
- Frankreich im 19. Jahrhundert. Eine Kulturgeschichte. Wien – Köln – Weimar 2020, ISBN 978-3-205-21037-5.
- mit Judith Breitfuß und Isabella Svacina-Schild: Diskursanalytische Schulbuchforschung. Beiträge zu einer Kritischen Geschichtsdidaktik. Frankfurt a. M. 2021, ISBN 978-3-7344-1339-1.
- mit Marion Großmann, Martin Tschiggerl und Thomas Walach (Hg.): Go Public! Zugänge zur Public History, Wiesbaden 2024, ISBN 978-3-658-45415-9.
- Austrofaschismus. Eine Identitätsgeschichte, Wien 2024, ISBN 978-3-205-22044-2.

## Belege
1. ↑  Univ.-Prof. Mag. Dr. Thomas Hellmuth. Universität Wien, abgerufen am 29. August 2020.

| Personendaten    | Personendaten               |
| ---------------- | --------------------------- |
| NAME             | Hellmuth, Thomas            |
| KURZBESCHREIBUNG | österreichischer Historiker |
| GEBURTSDATUM     | 19. November 1965           |
| GEBURTSORT       | Gmunden                     |